# Chelsea FC 2009/2010
Chelsea FC deltog säsongen 2009/2010 i Premier League, FA-cupen, UEFA Champions League samt Engelska ligacupen. Dessutom fick man som ett resultat av 2008/2009 års FA-cuptitel delta i FA Community Shield.

## Turneringsresultat
| Turnering             | Artikel | Utfall         |
| --------------------- | ------- | -------------- |
| Premier League        | *       | 1:a            |
| UEFA Champions League | *       | Åttondelsfinal |
| FA-cupen              | *       | Vinnare        |
| Engelska ligacupen    | *       | 5:e omgången   |
| FA Community Shield   | *       | Vinnare        |

Chelsea vann den engelska ligatiteln för fjärde gången i klubbens historia, efter att ha haft en säsong med ett fenomenalt målgörande. Laget gjorde hela 103 ligamål, vilket var nytt rekord för den engelska högstadivisionen. I maj 2010 säkrade Chelsea även sin första "dubbel" någonsin, då man vann FA-cupfinalen mot Portsmouth med 1-0. Champions League slutade i åttondelsfinal, där Inter blev för starka.